# Jingikan
El Jingi-kan (神祇官?) o Departamento de Culto fue uno de los dos departamentos gubernamentales instaurados por el Código Taihō en 702, uno de los sistemas legales feudales de Japón.
El otro departamento creado fue el Daijō-kan. A pesar de que el Jingi-kan en teoría estuvo al mismo nivel que el Daijō-kan, el Jingi-kan estuvo bajo su control. El Jingi-kan se encargaba del clero y los rituales shinto en todo el país. El jefe del órgano era el Jingi-haku.
Desde el siglo X al XV, el clan Shirakawa Hakuo mantenía el poder del cargo, aunque posteriormente perdió poder de mandato. Fue reinstaurado durante la era Meiji en 1869, con diferentes nombres durante los siglos XIX y XX hasta que fue desmantelado el 2 de febrero de 1946 con la separación de poderes entre la religión y el Estado. Desde entonces la organización Jinja Honchō es la encargada de la administración de los santuarios shinto en Japón.
- Datos: Q2264720